# Onregelmatig slaap-waakritme
Onregelmatig slaap-waakritme is een zeldzame stoornis van het circadiaan ritme. Het wordt gekenmerkt door het frequent doen van dutjes door de dag heen en het ontbreken van een duidelijke nachtrust. Het patroon wisselt daarnaast van dag tot dag. Mensen met een onregelmatig slaap-waakritme hebben geen duidelijk patroon in de slaap- en waakperioden gedurende de 24-uurs-periode. De hoeveelheid slaap is wel normaal voor de leeftijd van de persoon.
Onregelmatig slaap-waakritme kan verschillende oorzaken hebben, waaronder neurologische aandoeningen, zoals de ziekte van Alzheimer, hersenletsel of mentale retardatie. Daarnaast wordt verondersteld dat mensen die lijden aan een onregelmatig slaap-waakritme een zwakke biologische klok hebben. Het risico op de stoornis groeit met toenemende leeftijd, maar dit is te danken aan het feit dat comorbide stoornissen ook toenemen op hogere leeftijd.
Voor de diagnose en behandeling kan gebruik worden gemaakt van een slaapdagboek, waarin de patiënt aangeeft wanneer en hoe lang hij/zij slaapt. De diagnose is vaak lastig te stellen, omdat de stoornis sterk lijkt op andere stoornissen van het circadiaan ritme of slapeloosheid.